# Solatge (Aude)
Solatge (en francès Soulatgé) és un municipi de França de la regió d'Occitània, al departament de l'Aude.